# Привид будинку на пагорбі (фільм, 1999)
«Привид будинку на пагорбі» («Примара будинку на пагорбі») (англ. The Haunting) — американський містичний фільм жахів 1999 року режисера  Яна де Бонта. Фільм є рімейком однойменного фільму жахів 1963 року. Обидва фільми базуються на романі американської письменниці Ширлі Джексон «Привид будинку на пагорбі», написаному в 1959 році.

## Сюжет
Елеонор "Нел" Венс  доглядає свою хвору матір протягом 11 років. Після смерті матері, її сестра Джейн зі своїм хлопцем вирішують продати квартиру та виселити Елеонор. Нел отримує телефонного дзвінка від доктора Девіда Марроу (Ліам Нісон) з запрошенням взяти участь у дослідженні розладів сну, який буде проводитись в покинутому маєтку на заході штату Массачусетс. Вона приймає запрошення та вирушає до маєтку, де зустрічає інших учасників Люка Сандерсона (Оуен Вілсон) та Теодору (Кетрін Зета-Джонс), які також мають розлади сну,  згодом прибуває сам доктор Марроу з двома ассистентами. Справжня мета доктора Марроу - вивчення психологічної реакції на страх, для цього він збирається створити штучні чинники здатні викликати це почуття.
В першу ніч доктор Марроу розповідає історію Будинку на пагорбі. Будинок був збудований текстильним магнатом 19 сторіччя Х'ю Крейном для своєї дружини. Крейн збирався завести велику родину та наповнити будинок дитячим сміхом. Однак цим планам не судилося втілитися у життя тому що всі діти подружжя помирали під час пологів. Не витримавши цього дружина Крейна здійснює самогубство. 
Під час проживання в будинку учасники експерименту та сам доктор Марроу стають свідками загадкових та містичних подій. Елеонор за допомогою провидіння дитячих голосів знаходить потаємний кабінет Х'ю Крейна та дізнається, що він вбив в своєму будинку сотні дітей - робітників його фабрик. Зловісна душа Крейна досі живе у будинку та утримує душі вбитих ним дітей.
Ще одним відкриттям Елеонор стає те, що вона є нащадком дочки другої дружини Крейна Керолайн. Натомість інші тимчасові мешканці думають, що Нел не при собі, а доктор Марроу картає себе, що довів її до такого стану та вирішує припинити експеримент та негайно полишити будинок.
Будинок, який є втіленням зловісності свого господаря, не відпускає своїх тимчасових мешканців. Люк спотворює портрет Крейна за що дух останнього відтягує його до каміну де відтяє йому голову. Елеонор ціною свого життя заманює привид Крейна до залізних дверей з гравюрою чистилища. Гравюра оживає та хапає привид Крейна запроторюючи його до пекла. Душі Елеонор та погублених Крейном дітей відлітають до раю.
На світанку прибуває подружжя Дадлі, що доглядає маєток. Вони відкривають браму та цікавляться у доктора Марроу чи знайшов він те, що шукав. Натомість доктор Марроу і Тео мовчки полишають територію маєтку.

## У ролях
| Актор             | Роль                |
| ----------------- | ------------------- |
| Лілі Тейлор       | Елеонора "Нел" Венс |
| Ліам Нісон        | доктор Девід Марроу |
| Кетрін Зета-Джонс | Тео                 |
| Оуен Вілсон       | Люк Сандерсон       |
| Брюс Дерн         | містер Дадлі        |
| Меріан Селдес     | місіс Дадлі         |
| Тодд Філд         | Тодд Гекетт         |
| Вірджинія Медсен  | Джейн Венс          |

## Критика
Під час випуску в прокат фільм отримав здебільшого негативні відгуки критиків. Рейтинг фільму на сайті Rotten Tomatoes склав 16 %. Фільм номінований на премію Золота малина у п'яти категоріях.

## Дубляж українською мовою
Фільм має два багатоголосих закадрових переклади.
Перший транслюється на телеканалах Новий канал та ICTV. Другий — на Інтер та ТЕТ.

## Цікаві факти
Зовнішнім виглядом «Будинку на пагорбі» є садиба Гарлакстон Менор, розташована в Англії.